# Antizinnober
Antizinnober, Zinnoberersatz, Permanentrot, Saturnrot, Zinnoberimitation, Karmonin sind Bezeichnungen für rote, äußerst feurige, gut deckende Körperfarben, aus Chromrot oder auch Mennige, mit Teerfarbstoff nuanciert, bestehend. Sie geben, mit Alkohol digeriert, roten Farbstoff an diesen ab und hinterlassen Chromrot oder Minium in ihrem ursprünglichen Zustand.